# 茨城県立取手松陽高等学校
茨城県立取手松陽高等学校（いばらきけんりつ とりでしょうようこうとうがっこう）は、茨城県取手市小文間に所在する県立の高等学校。

## 設置学科
- 普通科
- 美術科
- 音楽科

## 概要
1980年代の東京芸術大学の取手市への移転誘致活動とともに開校計画が進められた。当初は高大連携を軸に芸術学科の強化をはかる計画であった。進学校を目指して普通科が開設された。近年は、美術科からは毎年複数名が東京芸術大学美術学部へ進学している。
校歌
作詞：萩原由次、作曲：丹羽幸子

## 沿革
- 1983年10月8日 - 取手地区高等学校の用に供するため、取手市小文間地内の土地取得について茨城県知事専決処分
- 1983年4月22日 - 用地造成工事着工
- 1983年7月1日 - 本館新築工事着工
- 1983年8月2日 - 特別教室棟新築工事着工
- 1983年10月8日 - 創立
- 1983年12月7日 - 校歌・校章・制服制定
- 1983年12月21日 - 茨城県立高等学校学則の一部を改定する規則により全日制普通科定員376名（8学級）となる
- 1984年4月5日 - 本館工事竣工完成
- 1984年4月7日 - 開校
- 1984年6月21日 - 体育館竣工
- 1984年8月6日 - 特別教室棟竣工
- 1984年10月8日 - 第1回創立記念日
- 1984年10月23日 - 開校式挙行
- 1985年5月24日 - 運動場整備工事竣工
- 1986年4月30日 - プール新築工事完成
- 1986年5月31日 - 松陽会館新築工事完成
- 1987年3月2日 - 第1回卒業式挙行
- 1989年12月18日 - 推薦制度導入
- 1990年3月1日 - 校訓碑建立
- 1991年3月1日 - 校訓碑建立
- 1991年7月3日 - 部室完成
- 1992年3月26日 - 運動場外周植栽
- 1993年10月2日 - 創立10周年記念式典「ひかりの夢」像建立
- 1994年9月17日 - 芸術棟工事起工
- 1995年11月24日 - 新たに美術科・音楽科が開設。茨城県県立高等学校学則の一部を改正する規則により平成7年度第１学年生徒定員普通科240名、うち帰国子女特例選抜人員4名、美術科30名、音楽科30名となる
- 1996年8月31日 - 芸術棟竣工
- 1996年 - 校名が同じであり、本校と同じく音楽科・美術科を有する鹿児島県立松陽高等学校と姉妹校協定を締結
- 1998年3月27日 - 体育館多目的ホール及びトレーニングルーム完成
- 1998年9月12日 - 米・ニューヨーク市立ラ・ガーディア高校へ国際交流として生徒8名派遣
- 1999年6月5日 - 男子バスケットボール部関東大会優勝
- 2002年 - 創立20周年記念「明日香」像除幕式
- 2003年10月7日 - 創立20周年記念式典
- 2005年11月16日 - 美術科・音楽科10周年記念式典
- 2006年10月6日 - オーストラリア留学生来校（10名）
- 2006年11月21日 - 日中21世紀交流事業日本高校生6名派遣
- 2006年12月5日 - 桜植樹100本（宝くじ助成）
- 2007年6月3日 - 関東高等学校男子バスケットボール大会優勝（埼玉県）
- 2007年9月26日 - 平成19年度第63回秋田わか杉国体男子バスケットボール部選抜チーム出場
- 2007年10月31日 - 局面掲示板除幕式（同窓会寄贈）
- 2007年12月23日 - 平成19年度第38回全国高等学校男子バスケットボール部選抜優勝大会出場
- 2013年-創立30周年記念
- 2023年-創立40周年記念
- 2023年12月-池袋みらい国際映画祭演劇部入選

## 教育目標
1. 各学科の特色に応じて生徒一人ひとりを生かす教育を基本目標として、自ら進んで学習する意欲や態度を養う。
2. 人間としての有り方生き方を自ら考え、将来の進路を自ら選択して自己実現ができるような育成をする。
3. スポーツや体力の向上を重視し、心身ともに明朗で、健全な人間を育成する。
4. 芸術教育を通して、豊かな感性を培い、協和の精神を重んじ、人間尊重の心を育てる。
5. 広い視野をもち、国際社会に貢献し得る人材を育成するとともに我が国の文化を理解できる調和のとれた人間を育成する。
6. 勤労や創造の喜びを体験させ、望ましい職業観や奉仕の精神を涵養する。

## 交通
- JR常磐線・関東鉄道常総線取手駅（東口）から大利根交通バス、「戸田井」下車。
- JR常磐線藤代駅（北口）から取手市コミュニティバス、「戸田井（松陽高入口）」下車。

## 姉妹校・国際交流校
- 姉妹校
  - 鹿児島県立松陽高等学校 - 名前が同じで、尚且つ同じく学科に普通科の他 音楽科・美術科を擁することから、1996年に姉妹校協定を結ぶ。（鹿児島の松陽が1983年、当校が1984年と、開校時期も近い）
- 国際交流校
  - 米・ニューヨーク市立ラ・ガーディア高校

## 著名な出身者
- 井上貴子（女子プロレスラー）
- 宇田康利（バスケットボール選手）
- 大野靖之（ミュージシャン）
- 児嶋顕一郎（ピアニスト）
- 古田島成龍（プロ野球選手）

## マスコットキャラクター
- 松陽くん - 太陽をモチーフにした顔を持つ。長い鼻と赤い頬が特徴。年に一度松陽祭の開催期間に像が飾られる。

## その他
2005年（平成17年）1月30日（日）、人気アーチストaikoのプロモーションビデオの撮影が行われる。
シングル「三国駅」（2005年2月16日発売）のプロモーションビデオのイメージシーン撮影で、サッカー部の練習風景なども撮影された。